# Rio Lima (Sao Tomé-et-Principe)
Pour les articles homonymes, voir Lima (homonymie).
Rio Lima est une localité de Sao Tomé-et-Principe située au nord de l'île de São Tomé, dans le district de Mé-Zóchi. C'est une ancienne roça.

## Population
Lors du recensement de 2012, 59 habitants y ont été dénombrés.

## Roça
La casa principal est l'élément le plus remarquable de cet ensemble architectural.

Photographies et croquis réalisés en 2011 mettent en évidence la disposition des bâtiments, leurs dimensions et leur état à cette date.

## Économie
En 2010, une coopérative agricole regroupant 17 associations et environ 895 producteurs a été fondée à Rio Lima. 60 % du territoire sont consacrés à la production de cacao.